# Діана Башо
Діана Башо (алб. Diana Basho, 5 грудня 2000) — албанська плавчиня. Учасниця Чемпіонату світу з водних видів спорту 2017, де в попередніх запливах на дистанції 200 метрів вільним стилем посіла 48-ме місце і не потрапила до півфіналу.